# Selepa brunneiceps
Selepa brunneiceps är en fjärilsart som beskrevs av Embrik Strand 1917. Selepa brunneiceps ingår i släktet Selepa och familjen trågspinnare. Inga underarter finns listade i Catalogue of Life.